# Marshmello
Крістофер Комсток (англ. Christopher Comstock; нар. 19 травня 1992, Філадельфія, Пенсільванія, США) — американський музичний продюсер EDM та ді-джей, відоміший, як Marshmello. Став відомим завдяки своїм реміксам Jack Ü та Zedd. Згодом співпрацював з такими музикантами як Slushii, Migos, Ookay, Халід, Селена Гомес, Енн-Марі та Logic.
На своїх концертах та у відеокліпах носить маску-шолом у вигляді маршмелоу. Його особистість спочатку була невідома, проте була розкрита журналом Forbes у квітні 2017 року; артистом виявився Крістофер Комсток.

## Кар'єра

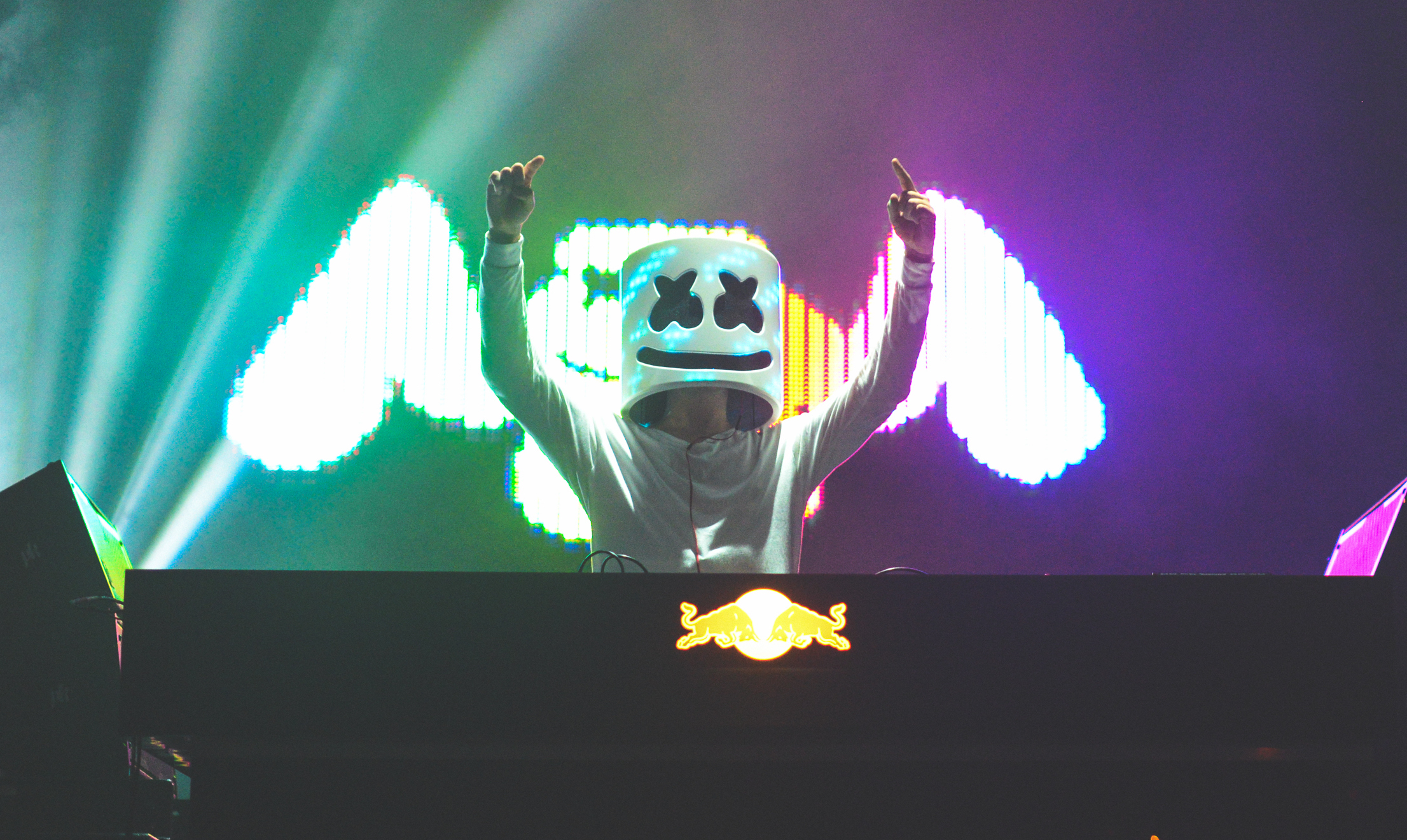
Marshmello під час виступу на VELD, 2016

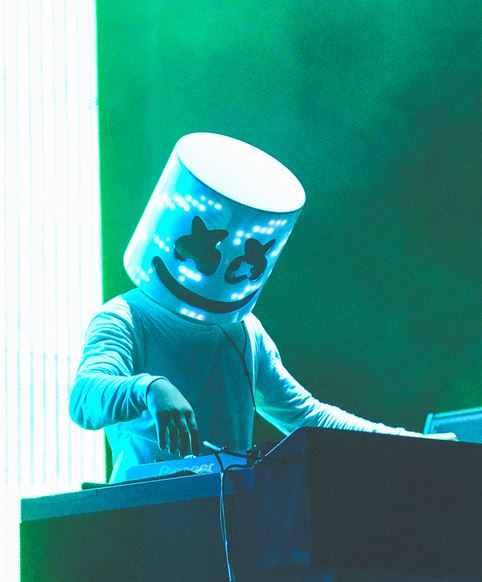
Marshmello на виступі Block Party Mad Decent, 2016

3 березня 2015 року Marshmello опублікував свою першу пісню «WaVeZ» на власній сторінці на SoundCloud. Після запису ще кількох треків почав отримувати підтримку від відомих продюсерів, наприклад від Skrillex, який перепостив його пісню «FinD Me». Після цього виступив на кількох фестивалях, таких як New York's Pier 94, Pomona, California's HARD Day of the Dead festival та Miami Music Week.
2016 року Marshmello видав збірку своїх записаних пісень під назвою Joytime, яка досягла п'ятого місця в хіт-параді Billboard Dance/Electronic Albums. Також з піснею «Alone» дебютував на лейблі Monstercat. 2 липня 2016 року вийшов відеокліп на пісню. 19 червня виступив на фестивалі Electric Daisy Carnival, де також виступав Tiësto, який в свою чергу був одягнутий як Marshmello, в тому числі в шолом. Під час виступу він зняв шолом, щоб всі подумали, що він і є Marshmello. Цей прийом підігрів інтерес до персони Marshmello, адже згодом стало зрозуміло, що у Tiësto і Marshmello різні концертні дати, тому це різні люди.
20 серпня 2016 року оголосив про свій тур Ritual Tour, який включав США, Китай, Південну Корею, Індію та Парагвай. 27 жовтня з синглом «Ritual» дебютував на лейблі Skrillex OWSLA. Згодом заснував свій власний лейбл, під назвою Joytime Collective, а першим музикантом, якого він підписав став Slushii.
Через рік, після співпраці з Ookay та Ноа Сайрус, випустив сингл «Chasing Colors». Після цього випустив сингл «Twindow», який був записаний за участі Slushii. 5 травня 2017 випустив свій третій сингл в році — «Moving On». 28 липня 2017 року вийшов сингл «Love U». У червні був названий журналом Forbes, як один з найбагатших ді-джеїв світу, заробивши за рік 21 млн. доларів. 11 серпня видав свій наступний сингл «Silence», який був записаний разом з Халідом. 25 жовтня 2017 року вийшов сингл «Wolves», записаний за участі Селени Гомес. Також у жовтні журнал DJ Mag опублікував черговий щорічний рейтинг ді-джеїв світу, за підсумками якого Marshmello потрапив до десятки найкращих.
У листопаді 2017 року було підтверджено особу Marshmello, як Крістофер Комсток, про що було сказано у випуску журналу Forbes. 
У січні 2018 року записав пісню «Spotlight» на слова і вокал покійного репера Lil Peep. За його словами він спочатку не хотів випускати цей трек, однак змінив своє рішення після розмови з матір'ю репера. 2 лютого 2018 року спільно з Slushii випустив новий сингл «There ×2». Через тиждень разом з співачкою Енн-Марі записав пісню «Friends». 2 березня взяв участь у випуску сингла Logic під назвою «Everyday». 4 травня випустив спільну роботу з Джеймсом Артуром та Juicy J — «You Can Cry».
22 червня видав свій другий студійний альбом під назвою Joytime II. 7 червня світ побачив перший сингл альбому «Tell Me», а 15 червня — другий сингл «Check This Out».
У серпні 2018 року в співпраці з гуртом Bastille випустив сингл «Happier». Пісня одразу ж очолила хіт-паради Канади, Швеції, Великої Британії та США, ставши таким чином його третьою роботою, яка підкорила хіт-парад Dance/Electronic Songs. Пісня отримала золотий сертифікат в Бельгії, Швеції та Великій Британії, платиновий — в Новій Зеландії та США, а також двічі платиновий в Австралії та Канаді. Наступні сингли «Bayen Habeit» та «Project Dreams» вийшли в грудні. Тоді ж він оголосив, що працює над третім альбомом, який отримає назву Joytime III.
2 лютого 2019 року Marshmello і Epic Games об'єдналися, щоб подарувати гравцям відомої гри Fortnite Battle Royale веселий настрій. О 19:00 за Гринвічем в грі почався концерт Marshmello, який подивилися біля 10 млн. гравців одночасно.
У березні 2019 року вийшов сингл «Here with Me», який був записаний в співпраці з гуртом Chvrches. У квітні світ побачив його міні-альбом Roll the Dice. Перший сингл з наступного альбому Marshmello випустив у червні 2019 року; він отримав назву «Rescue Me» та був записаний за участю американського рок-гурту A Day to Remember. 2 липня вийшов третій студійний альбом музиканта Joytime III.
1 травня 2020 року разом з Halsey записав пісню «Be Kind».
У травні 2021 року виступав на відкритті Фіналу Ліги чемпіонів УЄФА.
11 червня 2021 року випустив свій четвертий студійний альбом Shockwave. 23 листопада альбом був номінований на отримання премії Греммі за найкращий танцювальний альбом.

## Стиль
На своїх виступах Marshmello завжди носить шолом у вигляді маршмелоу зі смайликом. Його особа була невідомо до кінця 2017 року, коли журнал Forbes підтвердив, що Marshmello — це Кріс Комсток. Ідею одягати шолом на виступах взяв у канадського музиканта Deadmau5.

## Дискографія

### Альбоми
- Joytime (2016)
- Joytime II (2018)
- Joytime III (2019)
- Shockwave (2021)

### Мініальбоми
- Right (2015)
- Roll the Dice (2019)

### Сингли
- «Keep It Mello» (featuring Omar LinX) (2015)
- «Colour» (2016)
- «Alone» (2016)
- «Magic» (with Jauz) (2016)
- «Freal Luv» (with Far East Movement featuring Chanyeol and Tinashe) (2016)
- «Ritual» (featuring Wrabel) (2016)
- «Chasing Colors» (with Ookay featuring Noah Cyrus) (2017)
- «Twinbow» (with Slushii) (2017)
- «Moving On» (2017)
- «Love U» (2017)
- «Silence» (featuring Khalid) (2017)
- «You & Me» (2017)
- «Wolves» (with Selena Gomez) (2017)
- «Spotlight» (with Lil Peep) (2018)
- «Friends» (with Anne-Marie) (2018)
- «Everyday» (with Logic) (2018)
- «Fly» (featuring Leah Culver) (2018)
- «You Can Cry» (with Juicy J featuring James Arthur) (2018)
- «Tell Me» (2018)
- «Check This Out» (2018)
- «Happier» (with Bastille) (2018)
- «Bayen Habeit (In Love)» (with Amr Diab) (2018)
- «Project Dreams» (with Roddy Ricch) (2019)
- «Biba» (with Pritam featuring Shirley Setia) (2019)
- «Sell Out» (with Svdden Death) (2019)
- «Here with Me» (featuring Chvrches) (2019)
- «Light It Up» (with Tyga and Chris Brown) (2019)
- «Rescue Me» (featuring A Day to Remember) (2019)
- «One Thing Right» (featuring Kane Brown) (2019)
- «Room to Fall» (with Flux Pavilion featuring Elohim) (2019)
- «Tongue Tied» (with Yungblud and Blackbear) (2020)
- «Crusade» (with Svdden Death) (2020)
- «Been Thru This Before» (with Southside featuring Giggs and Saint Jhn) (2020)
- «Be Kind» (with Halsey) (2020)
- «Come & Go» (with Juice Wrld) (2020)
- «Baggin'» (with 42 Dugg) (2020)
- «OK Not to Be OK» (with Demi Lovato) (2020)
- «Too Much» (with Imanbek featuring Usher) (2020)
- «You» (with Benny Blanco and Vance Joy) (2021)
- «Lavandia» (with Arash) (2021)
- «Like This» (with 2KBaby) (2021)
- «Do You Believe» (with Ali Gatie and Ty Dolla Sign) (2021)
- «Leave Before You Love Me» (with Jonas Brothers) (2021)
- «Back in Time» (with Carnage) (2021)
- «Hitta»(with Eptic and Juicy J) (2021)
- «Bad Bitches» (with Nitti Gritti and Megan Thee Stallion) (2021)
- «House Party» (with Subtronics) (2021)
- «Chasing Stars» (with Alesso featuring James Bay) (2021)
- «Preached» (with Lil Dusty G) (2021)
- «Before U» (2022)
- «Estilazo» (with Tokischa) (2022)
- «Numb» (with Khalid) (2022)
- «Sah Sah» (with Nancy Ajram) (2022)
- «American Psycho» (with Mae Muller and Trippie Redd) (2022)

## Відеокліпи
| Назва                                                    | Рік  | Режисер/Продюсер   | Прм        |
| -------------------------------------------------------- | ---- | ------------------ | ---------- |
| «Keep it Mello» (featuring Omar LinX)                    | 2016 | Н/Д                | [ 9 ]      |
| «Alone»                                                  | 2016 | Деніел Берк        | [ 10 ]     |
| «Ritual» (featuring Wrabel)                              | 2016 | Ендрю Доного       | [ 11 ]     |
| «Summer»                                                 | 2016 | Деніел Берк        | [ 12 ]     |
| «Moving On»                                              | 2017 | Деніел Берк        | [ 13 ]     |
| «Find Me»                                                | 2017 | Деніел Берк        | [ 14 ]     |
| «Wolves» (Vertical Video) (with Selena Gomez)            | 2017 | Гарі Макнеллі      | [ 15 ]     |
| «You & Me»                                               | 2017 | Toon53 Productions | [ 16 ]     |
| «Blocks»                                                 | 2017 | Деніел Берк        | [ 17 ]     |
| «Wolves» (with Selena Gomez)                             | 2017 | Коллін Тайлі       | [ 18 ]     |
| «Danger» (with Migos)                                    | 2017 | Невідомий          | [ 19 ]     |
| «Take It Back»                                           | 2017 | Деніел Берк        | [ 20 ]     |
| «Love U»                                                 | 2018 | Toon53 Productions | [ 21 ]     |
| «Spotlight» (with Lil Peep)                              | 2018 | Нік Кеніг          | [ 22 ]     |
| «Friends» (with Anne-Marie)                              | 2018 | Ганна Лах Девіс    | [ 23 ]     |
| «Friends» (Альтернативна відео-версія) (with Anne-Marie) | 2018 | Невідомий          | [ 24 ]     |
| «Fly» (featuring Leah Culver)                            | 2018 | Томі Гефер         | [джерело?] |
| «Everyday» (with Logic)                                  | 2018 | Алан Фергюсон      | [ 25 ]     |
| «You Can Cry» (with Juicy J featuring James Arthur)      | 2018 | Деніел Малік'яр    | [ 26 ]     |
| «Fly» (DuckTales) (featuring Leah Culver)                | 2018 | Disney Channel     | [ 27 ]     |

## Нагороди та номінації
| Рік  | Нагорода                  | Категорія                       | Отримувач                  | Результат     | Прм           |
| ---- | ------------------------- | ------------------------------- | -------------------------- | ------------- | ------------- |
| 2016 | Winter Music Conference   | Найкращий новий виконавець      | Marshmello                 | Номінація     | [ 28 ]        |
| 2016 | DJ Mag's Top 100 DJs      | Новачок з найвищим місцем       | Marshmello                 | Перемога (28) | [ 29 ]        |
| 2017 | WDM Radio Awards          | Найкращий новий талант          | Marshmello                 | Номінація     | [ 30 ]        |
| 2017 | WDM Radio Awards          | Найкращий популярний трек       | «Alone»                    | Номінація     | [ 30 ]        |
| 2017 | Radio Disney Music Awards | Найкращий танцювальний трек     | «Alone»                    | Номінація     | [ 31 ]        |
| 2017 | Remix Awards              | Найкращий треп-ремікс           | «Alarm» (Marshmello remix) | Номінація     | [ 32 ]        |
| 2017 | Remix Awards              | Найкраще використання вокалу    | «Alarm» (Marshmello remix) | Перемога      | [ 32 ]        |
| 2017 | mtvU Woodie Awards        | Woodie вартий, щоб спостерігати | Marshmello                 | Номінація     | [ 33 ]        |
| 2017 | Electronic Music Awards   | Новий артист року               | Marshmello                 | Номінація     | [ 34 ] [ 35 ] |
| 2018 | MTV Europe Music Awards   | Найкращий електронний проєкт    | Marshmello                 | Перемога      |               |